# Witold Zakrzewski (żeglarz)
Witold Zakrzewski (ur. 8 listopada 1903 w Charkowie, zm. 9 marca 1987) – żeglarz, działacz żeglarski.

## Życiorys
Od wczesnej młodości interesował się żeglarstwem i modelarstwem. Ukończył Szkołę Morską w Tczewie. Pływał na żaglowcu STS Lwów. Pracował w kierownictwie polskiej Marynarki Wojennej. Odbył podróże służbowe m.in. do Cherbourga i Brestu. Było to związane z budowanymi tam dla polskiej marynarki okrętami. Wrócił prowadząc hulk "Bałtyk". Ze względu na zły stan zdrowia w 1928 odszedł z Marynarki Wojennej. Pracował w sektorze drukarskim, początkowo jako pracownik fizyczny. Doszedł do stanowiska dyrektora. Był współzałożycielem Yacht Klub Polska, i jego wieloletnim działaczem do śmierci. Miał własny jacht "Pik". Po II wojnie światowej, w latach 1949-1951, był prezesem Polskiego Związku Żeglarskiego (PZŻ). Do śmierci był prezesem Koła Seniorów YKP, członkiem Koła Seniorów PZŻ i komisji historycznej PZŻ.
Za jego kadencji, jako prezesa PZŻ ustalono politykę klas mieczowych, wprowadzono Międzynarodowe Przepisy Regatowe, szkolenia sędziów regatowych, zorganizowano ośrodek treningowy w Giżycku, ustalono przepisy pomiarowe dla poszczególnych klas oraz dostosowano do nowych potrzeb regulamin sportowych stopni żeglarskich.
Spoczywa na cmentarzu Powązkowskim w Warszawie (kwatera 229–6–4,5,6)

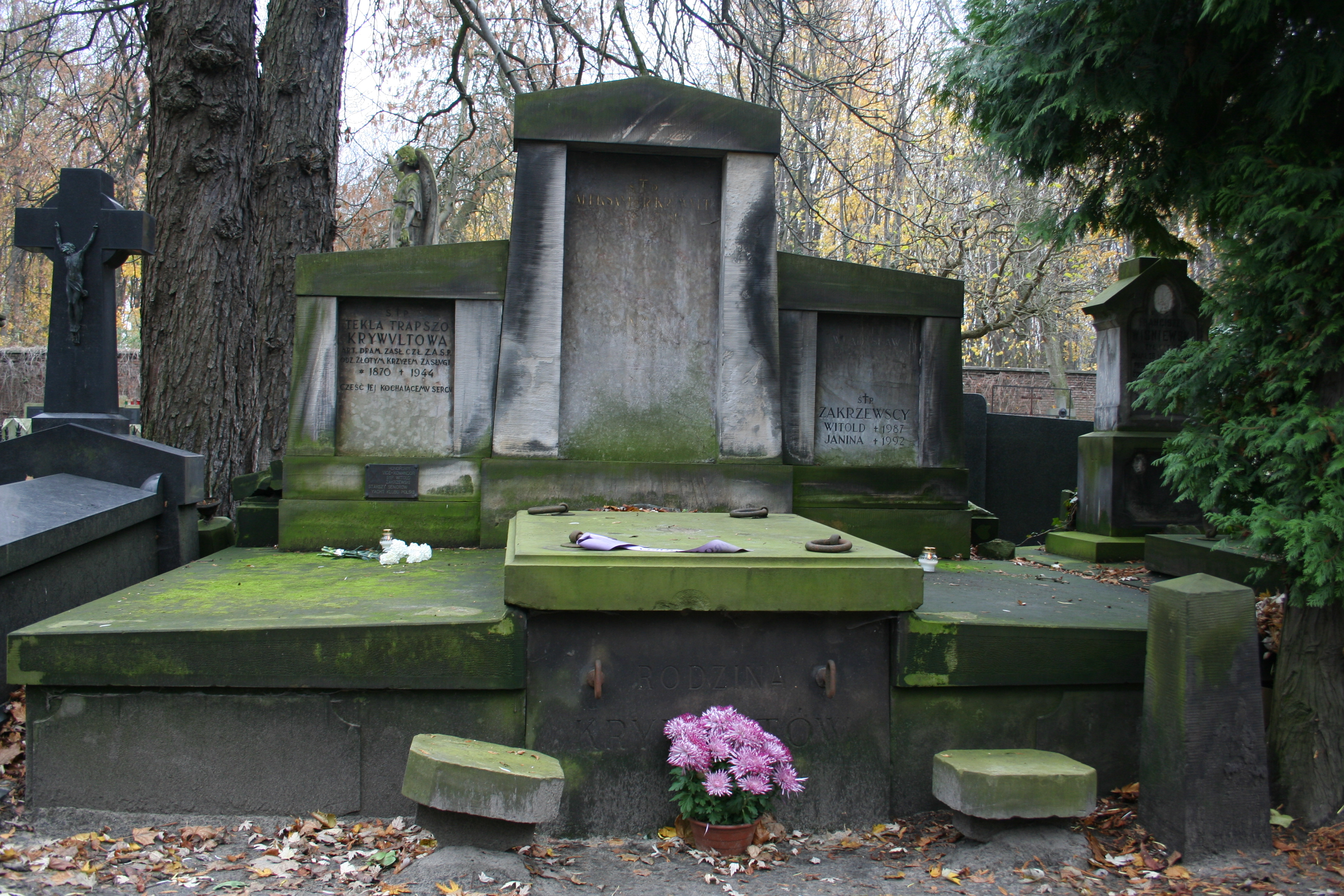
Grób na warszawskim cmentarzu Powązkowskim